# Not of This Earth (film 1988)
Not of This Earth è un film horror fantascientifico statunitense del 1988 diretto da Jim Wynorski.
È un remake de Il vampiro del pianeta rosso (Not of This Earth) del 1957. La trama vede un alieno proveniente dal pianeta Davanna che arriva sulla Terra in cerca di sangue umano per guarire la sua specie. Rispetto all'originale, la pellicola è caratterizzata da diversi risvolti comici.

## Trama
Un alieno dalle sembianze umane arriva sulla Terra alla ricerca di sangue da mandare nel suo mondo dove la sua razza sta scomparendo per una malattia ematica incurabile. Stabilitosi in una casa con il nome di Mr. Johnson, inizialmente si fa fare delle trasfusioni attraverso uno studio medico dall'infermiera Nadine Story, utilizzando speciali poteri mentali e denaro per realizzare il suo obiettivo.

## Produzione
Il film fu prodotto dalla Miracle Pictures e dalla Pacific Trust, diretto da Jim Wynorski e girato a Venice e Los Angeles, in California dal 3 dicembre al 15 dicembre 1987 con un budget stimato in  dollari.
Il film fu realizzato a seguito di una scommessa: Wynorsky scommise di poter ottenere lo stesso profitto con lo stesso budget (al netto dell'inflazione) della versione del 1957 di Corman.
Nel cast appaiono Traci Lords (nel suo primo ruolo cinematografico tradizionale, dopo una breve carriera di film per adulti) nel ruolo dell'infermiera; Arthur Roberts come Mr. Johnson, lo straniero; Lenny Juliano come Jeremy; Roger Lodge Harry nelle vesti del poliziotto e Ace Mask in quelle del Dr. Rochelle.

## Distribuzione
Alcune delle uscite internazionali sono state:
- 20 maggio 1988 negli Stati Uniti (Not of This Earth)
- in Venezuela (De otro mundo)
- in Francia (Le vampire de l'espace)
- in Polonia (Nie z tej ziemi)
- in Germania Ovest (Vampire aus dem All)
- in Spagna (Vampiro del espacio)

## Promozione
Le tagline sono:
- "The Science Fiction Chiller!" ("La fantascienza raggelante!").
- "Traci Must Battle Forces From Another Galaxy!" ("Traci deve combattere le forze di un'altra galassia! ").
- "Traci Lords is... Not of This Earth." ("Traci Lords è ... Non di questa terra.").

## Sequel / Prequel / Remake
Not of This Earth è un remake de Il vampiro del pianeta rosso (Not of This Earth) diretto nel 1957 da Roger Corman (che fu produttore esecutivo di questa versione del 1988). Il vampiro del pianeta rosso ebbe un altro remake nel 1997 intitolato Killer dallo spazio (Not of This Earth).